# Harry Clarke
Harry Clarke (Dublino, 17 marzo 1889 – Coira, 6 gennaio 1931) è stato un pittore e illustratore irlandese.

## Biografia
Harry Clarke nacque da Joshua Clarke (1858–1921), un decoratore di chiese originario di Leeds che si era convertito al cattolicesimo, e dall'irlandese Brigid MacGonigal, zia del pittore Maurice MacGonigal. Dopo gli studi al Belvedere College, il giovane rimase orfano di madre e con suo fratello Walter dovette aiutare suo padre nel lavoro di decorazione. Apprese così le tecniche della pittura su vetrate e divenne apprendista artigiano nel 1907. Perfezionò le sue abilità ai corsi serali della Dublin Metropolitan School of Art (DMSA) con il maestro Alfred E. Child, che gestiva lo studio collettivo An Túr Gloine, poi nel 1906 studiò brevemente al Royal College of Art di South Kensington, Londra.
Per alcuni anni si recò periodicamente in vacanza alle Isole Aran, terra a cui sono legati i suoi unici dipinti a olio. I numerosi premi e le borse di studio che vinse gli permisero di perfezionarsi ulteriormente nella pittura su vetro in Francia. La sua carriera d'esordio venne sostenuta da Laurence Ambrose Waldron, che lo introdusse a una vasta cerchia di artisti. Joseph Maunsel Hone gli commissionò per la sua casa editrice di illustrare La ballata del vecchio marinaio di Samuel Taylor Coleridge. Queste illustrazioni fortunatamente sopravvissero nonostante l'incendio avvenuto nella casa editrice durante la rivolta di Pasqua del 1916 che non permise la pubblicazione del libro.
Il suo primo grande lavoro fu quello di realizzare 40 illustrazioni a pagina intera (di cui 16 a colori) per le Fiabe di Hans Christian Andersen (pubblicate nel 1916) per l'editore George Harrap. Altri grandi successi furono le illustrazioni macabre di Tales of Mystery & Imagination di Edgar Allan Poe (1919), quelle per il Faust di Goethe (1925) e quelle per la selezione di poesie di Algernon Swinburne (1928, edito dalla Bodley Head).
La sua prima commissione pubblica di vetrate colorate fu destinata alla cappella di Honan dell'University College Cork (1915-17). Queste 11 vetrate sono fatte con una tonalità di colore dominante appropriata al soggetto e ciascuna di esse raffigura un singolo santo irlandese nella gloria celeste, dotato dei suoi attributi simbolici e circondato da piccole vignette riccamente dettagliate della sua vita terrena. Clark aprì uno studio in North Frederick Street a Dublino, dove realizzò circa quaranta commissioni per vetrate colorate in chiese e case religiose in tutta l'Irlanda e circa quindici commissioni in Gran Bretagna, Australia e Stati Uniti, principalmente per mecenati cattolici, ma anche per chiese protestanti e presbiteriane. Si citano ad esempio le vetrate per la chiesa di San Giuseppe a Terenure, sobborgo di Dublino, e le 14 vetrate per la basilica di San Patrizio sulla Station Island del lago Lough Derg.
Oltre a soggetti religiosi, Clarke realizzò vetrate per mecenati privati, come quella per la biblioteca personale di Waldron o quella per la casa di Harold Jacob (quest'ultima è conservata alla Hugh Lane Gallery), ma anche per luoghi pubblici come il Bewley's café in Grafton Street a Dublino (1927).
Non si riprese mai completamente da un incidente in bicicletta che lo costrinse alle cure in Svizzera, dove trovò la morte nel 1931.

## Vita privata
Clarke sposò l'artista Margaret Crilley, compagna di studi alla Dublin Metropolitan School of Art e pittrice di talento, con la quale ebbe 3 figli. Suo figlio Michael Laurence (nato nel 1918) divenne un attore teatrale e cinematografico, il cui nome è principalmente legato al Gate Theatre di Dublino.

## Galleria d'immagini

### Vetrate

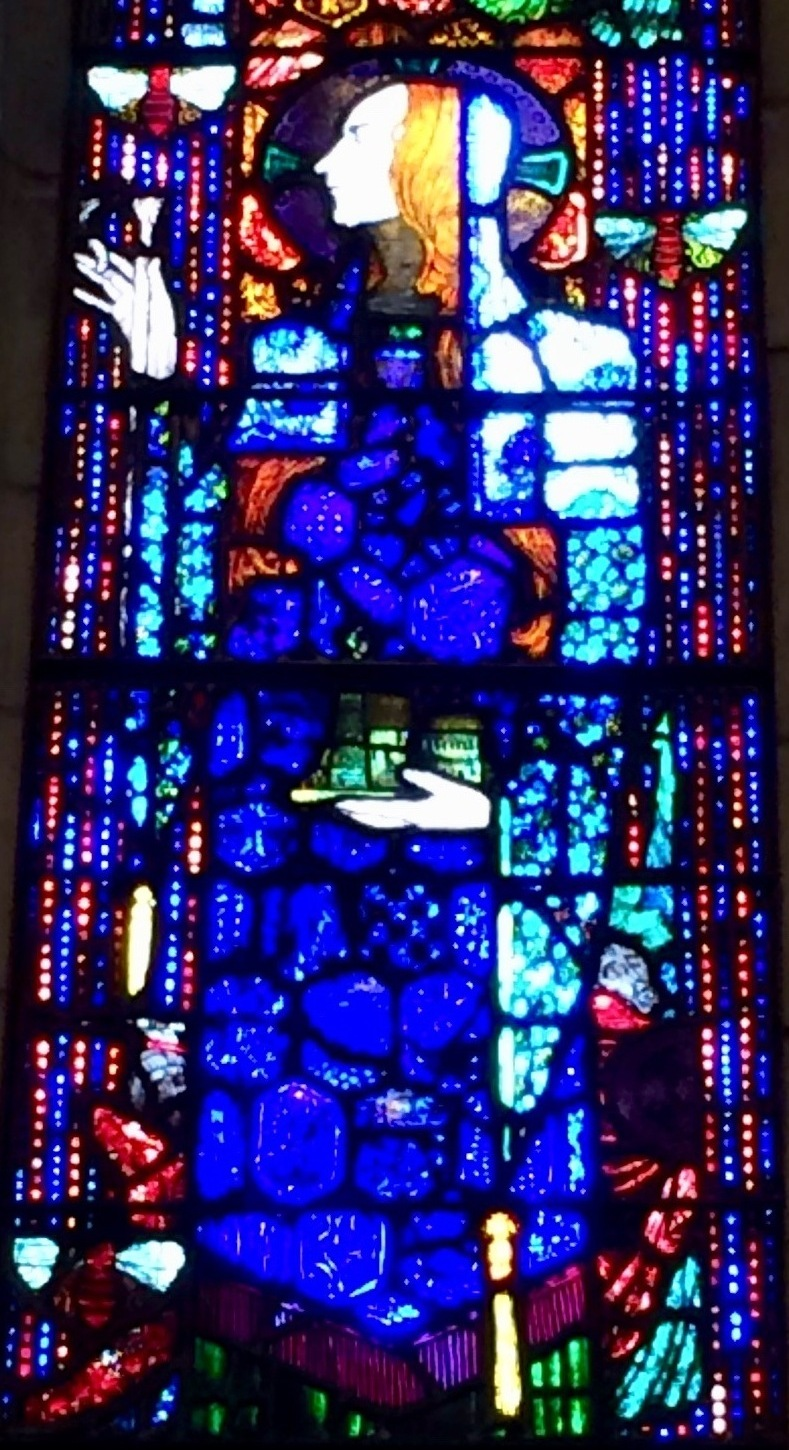
Santa Gobnait, cappella di Honan a Cork, 1916
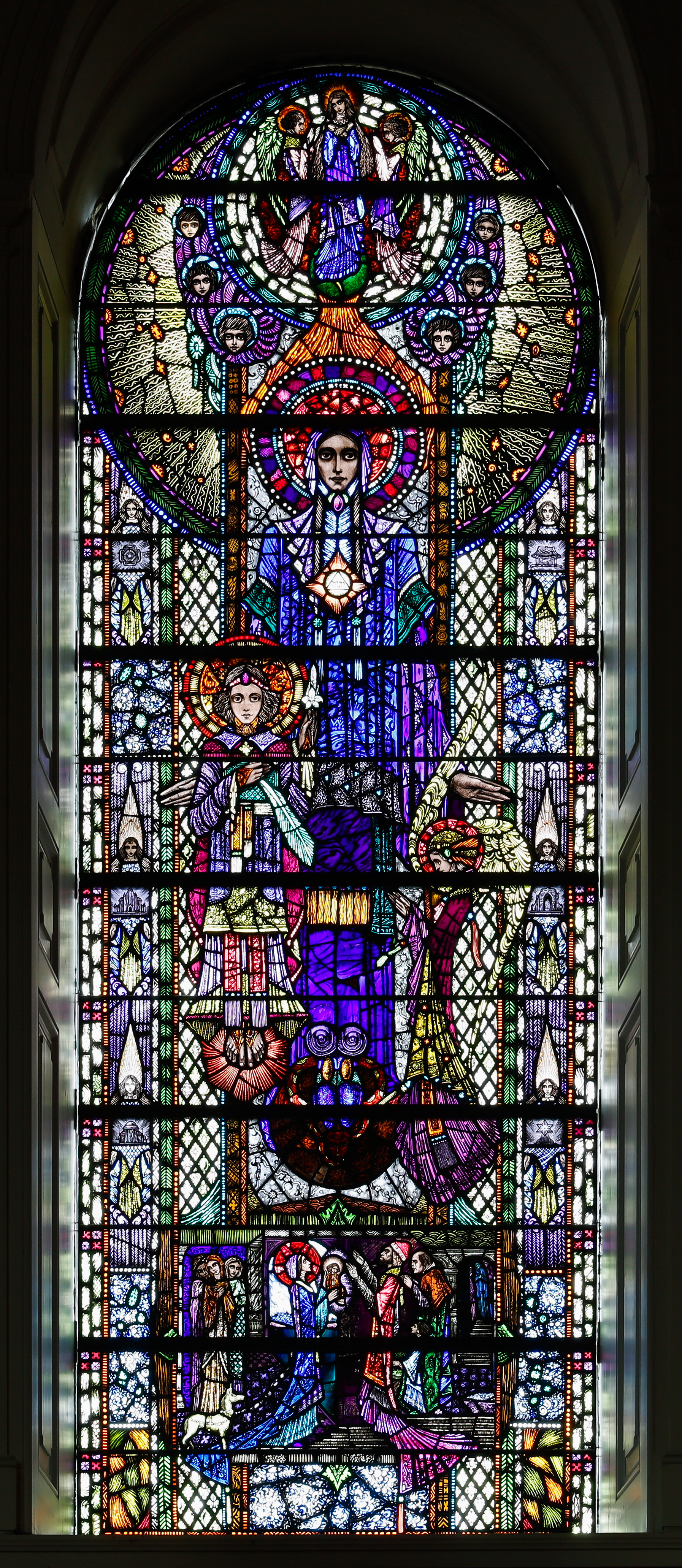
Sant'Anna e Maria, Cattedrale di Longford, 1932
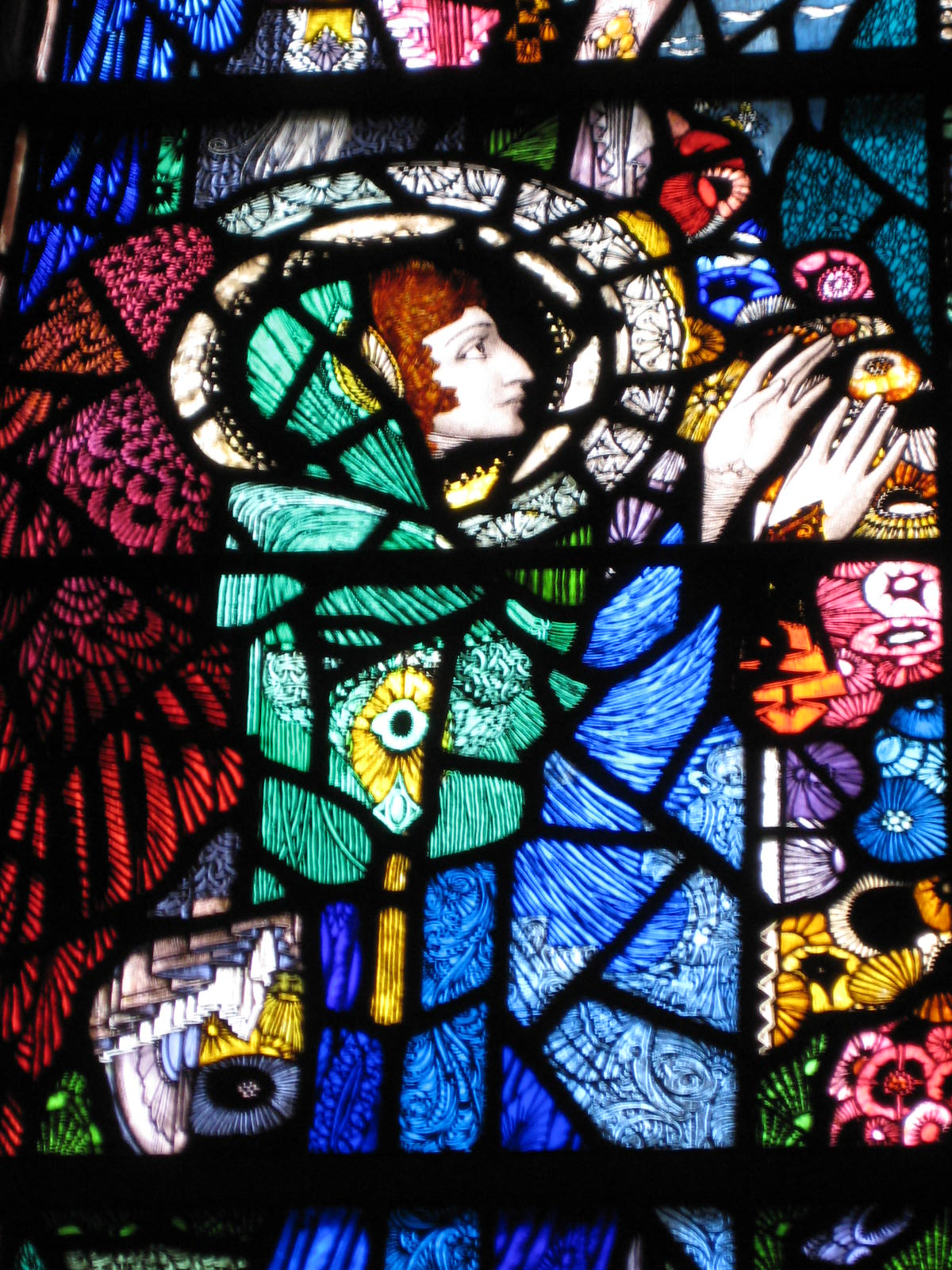
Battesimo di Gesù, Cappella del Sacro Cuore (Dingle), 1922–24
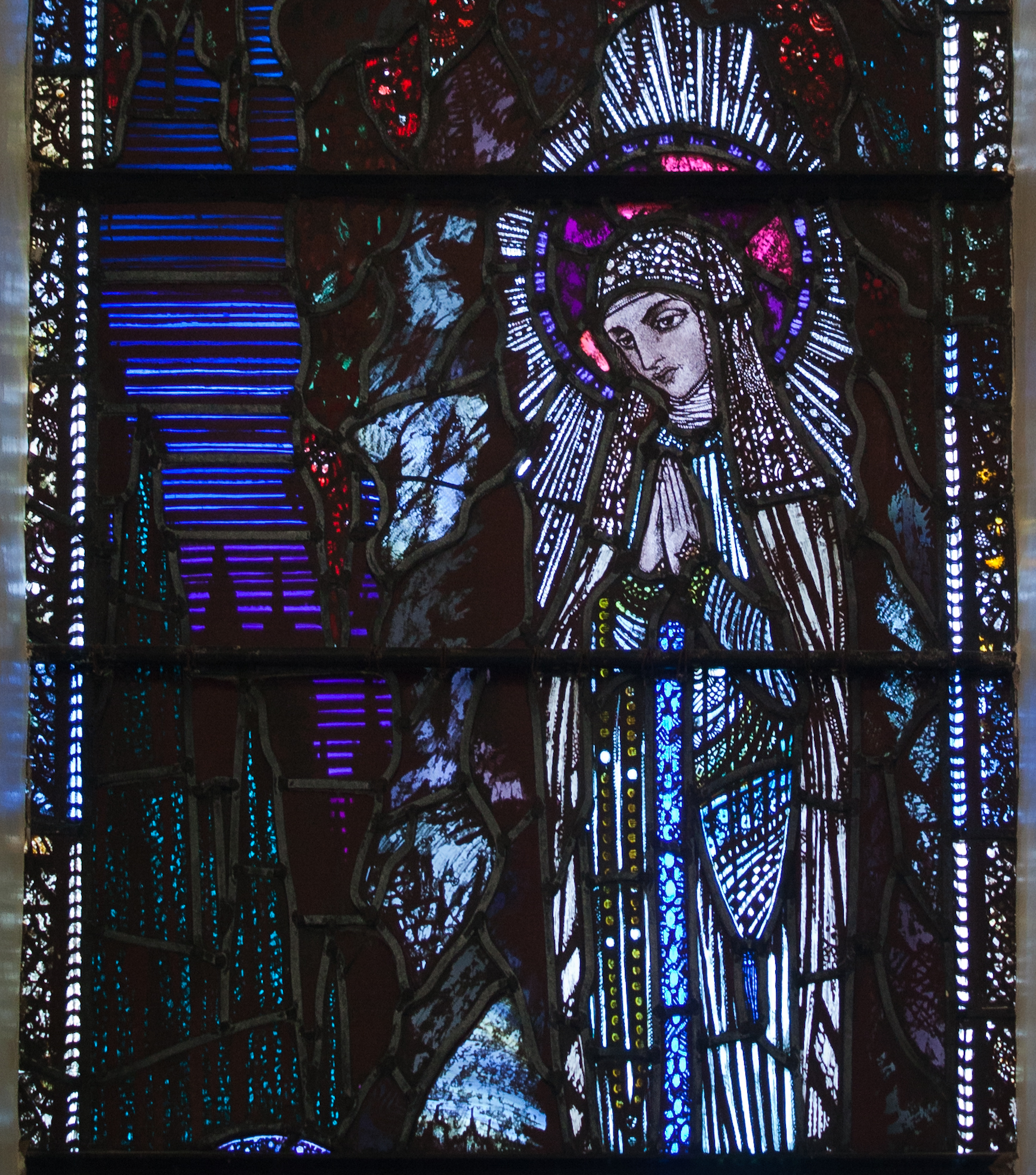
Visione di Bernadette a Lourdes, chiesa di San Giovanni Battista (Duhill), 1925
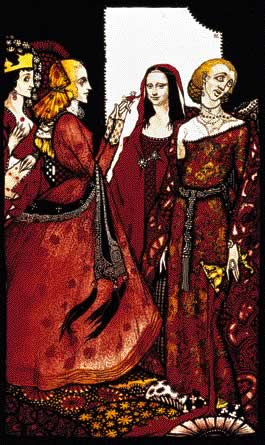
Regine il cui dito un tempo commosse gli uomini, 1917

### Illustrazioni

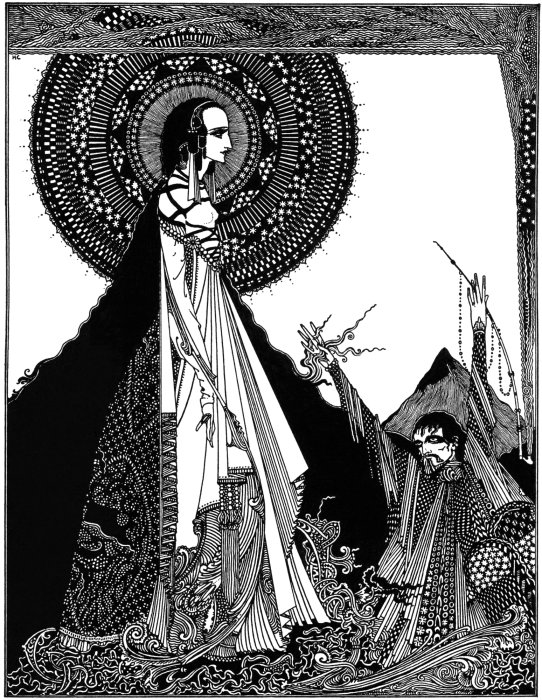
Illustrazione per Ligeia di Edgar Allan Poe, 1923
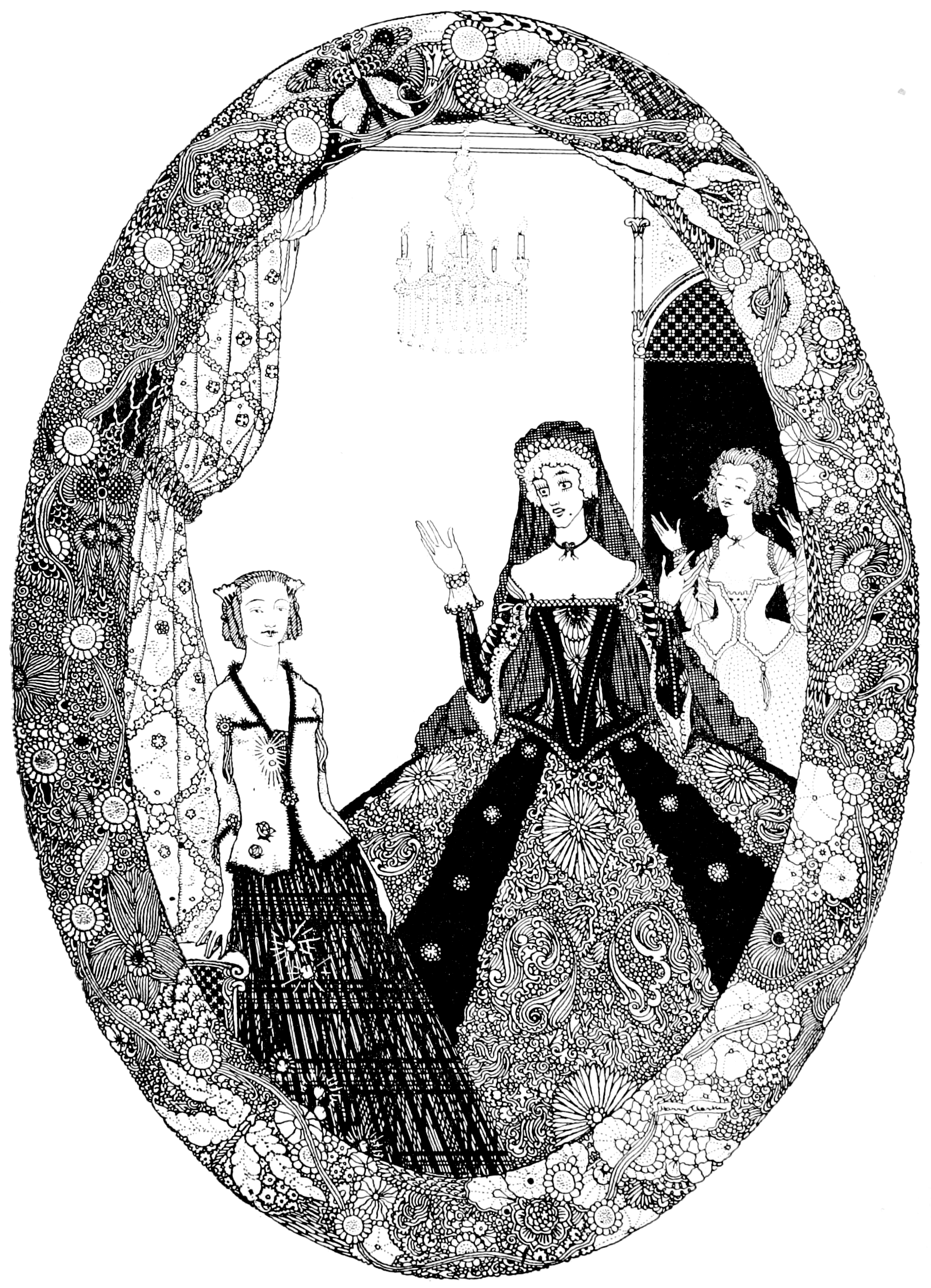
Illustrazione per le Fiabe di Charles Perrault, 1922
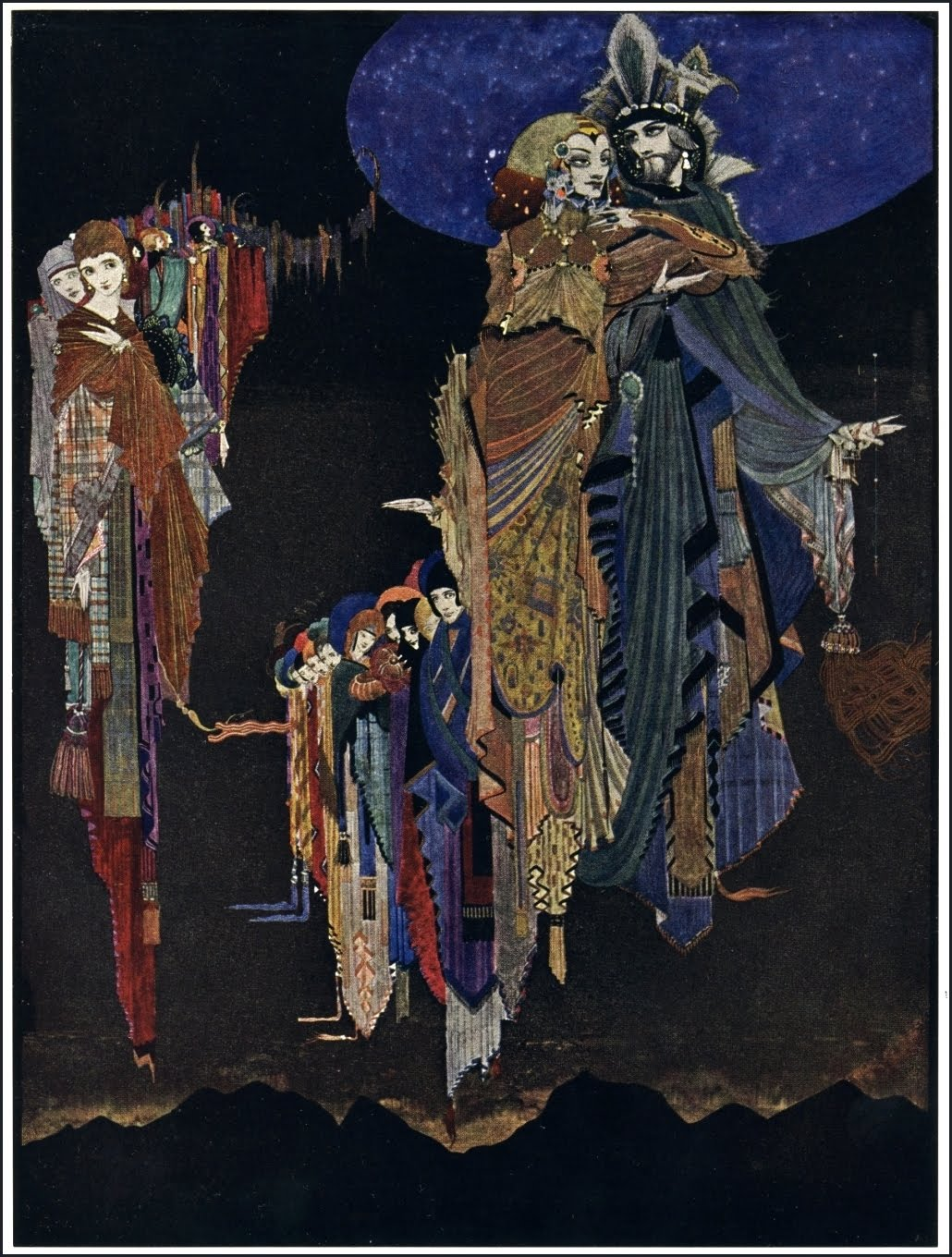
Colloquio di Monos e Una di Edgar Allan Poe, 1923
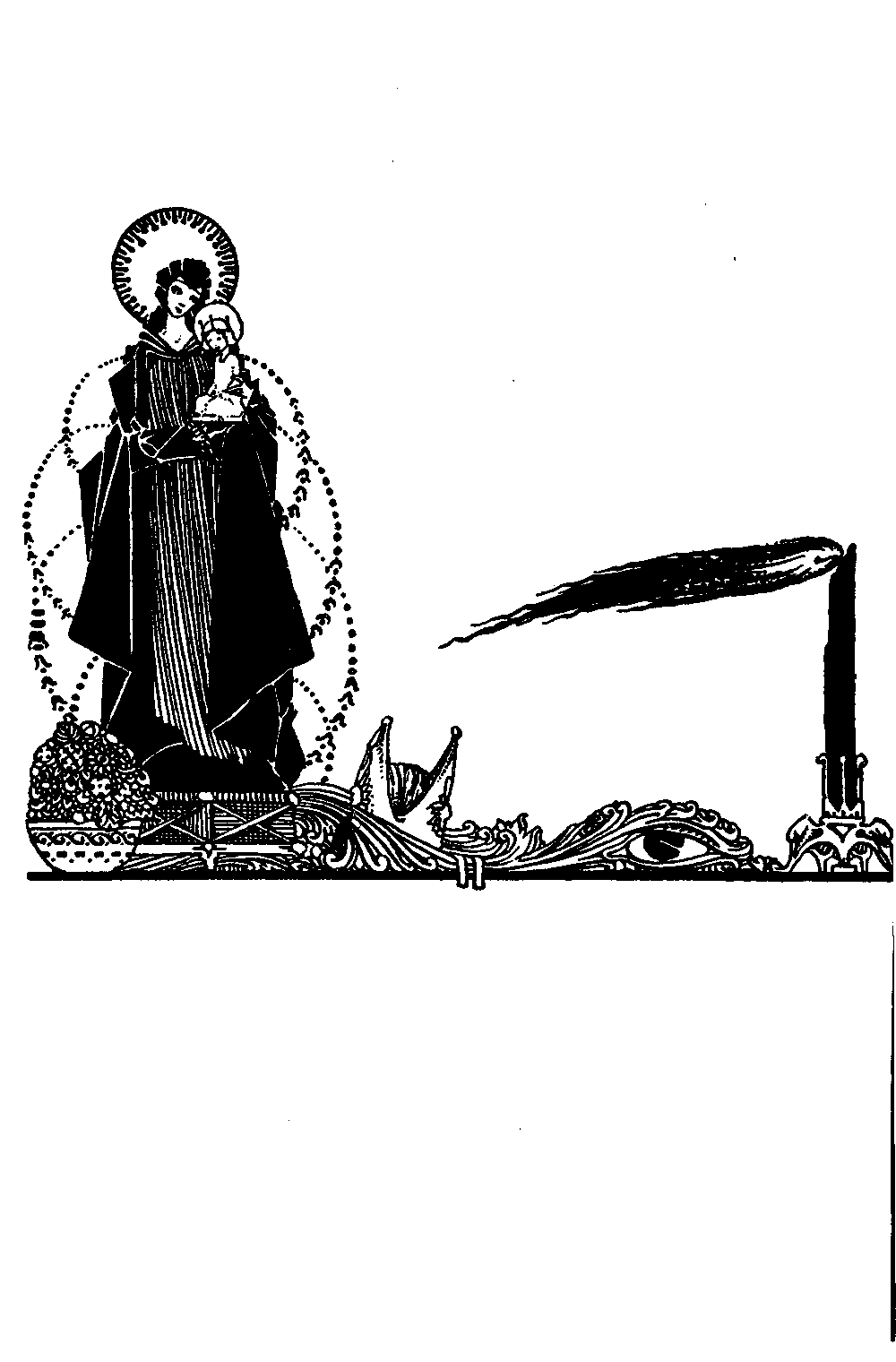
Faust, pagina 2, 1925
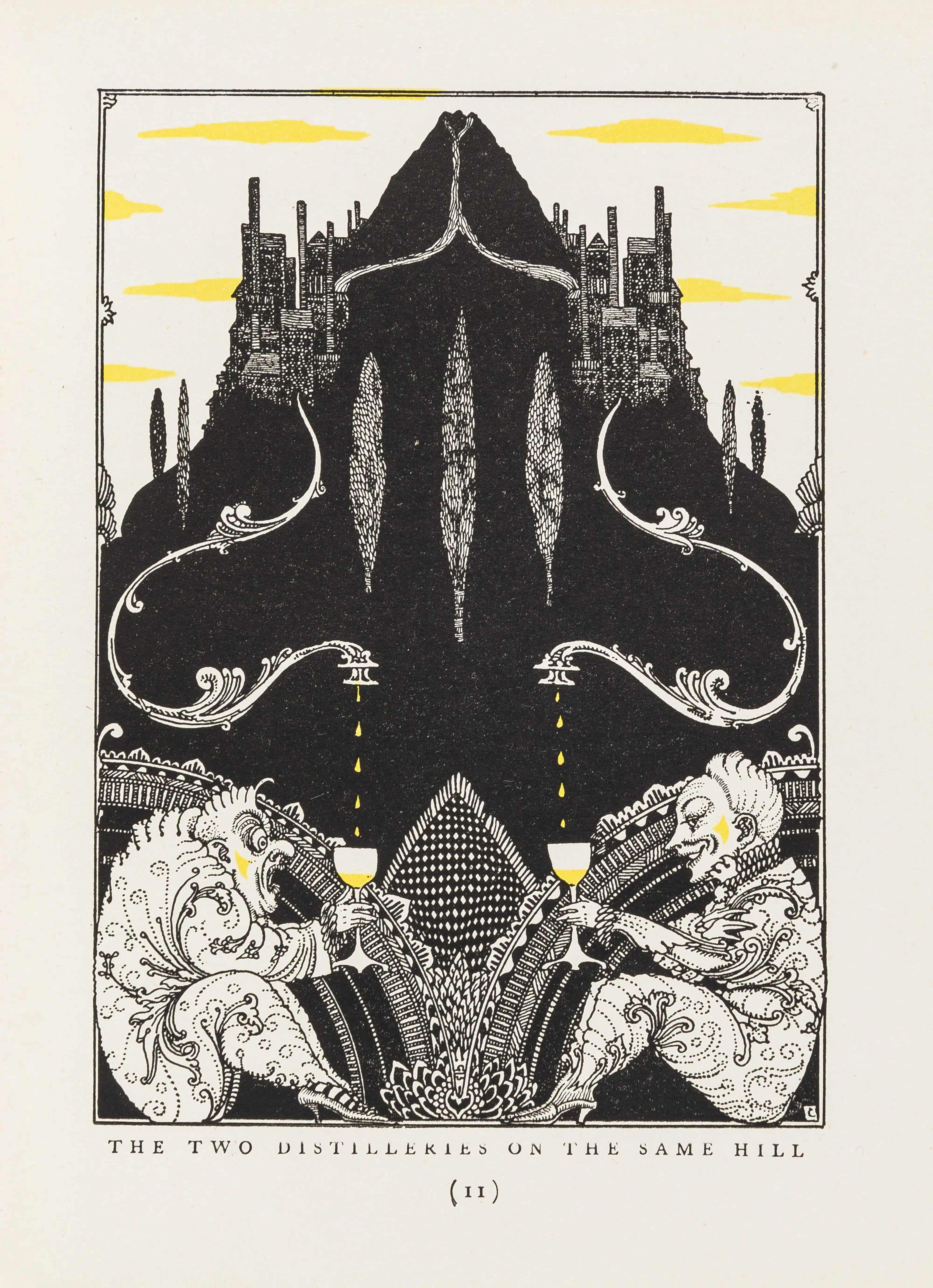
Illustrazione tratta da Elixir of Life, G. C. Warren, 1925
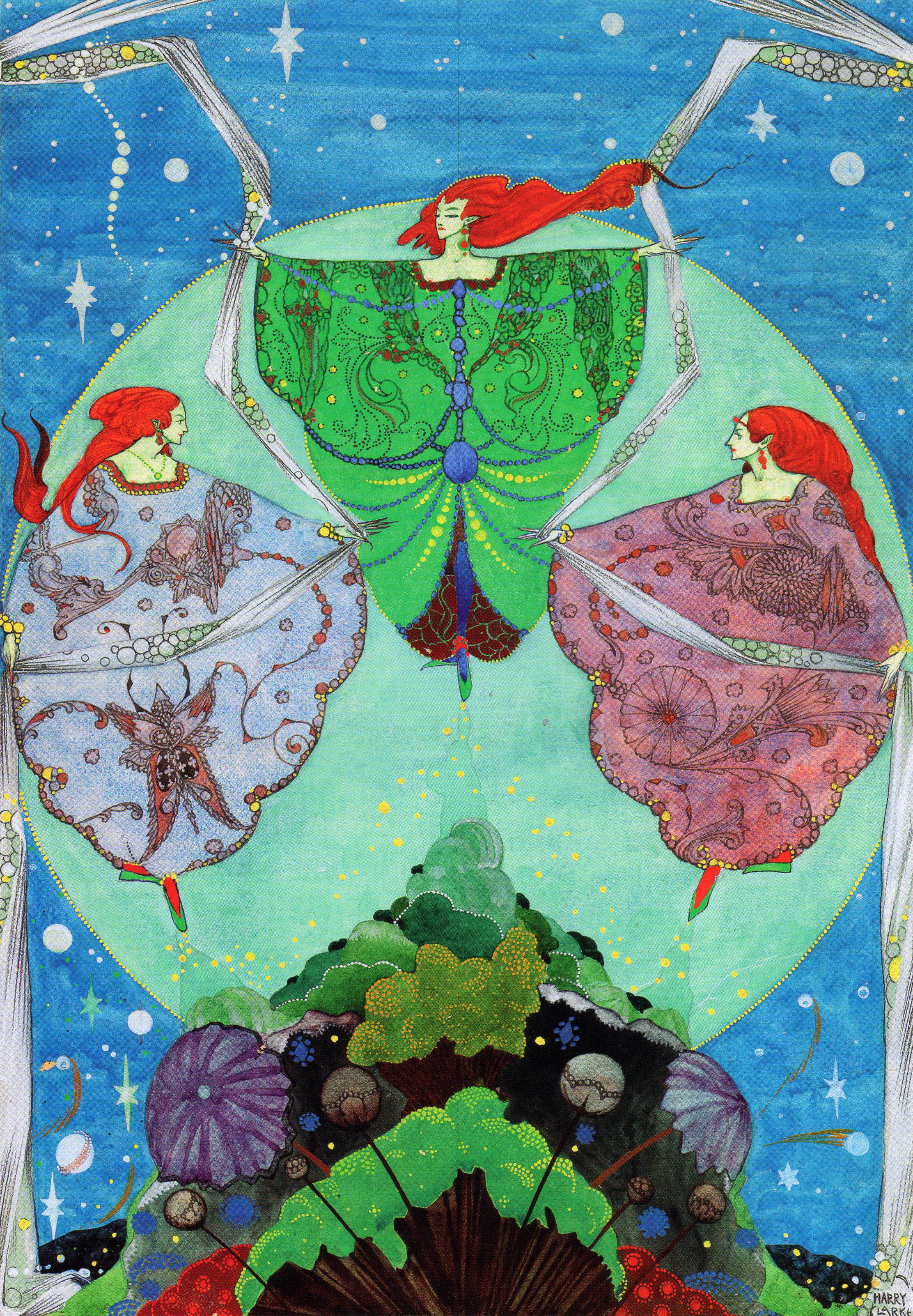
Illustrazione tratta dalle Fiabe di Hans Christian Andersen, 1916